# Tania Calvo Barbero
Tania Calvo Barbero (Vitòria, 26 de juny de 1992) és una ciclista de pista basca, especialitzada en proves de velocitat.

## Palmarès
- 2010
  -  Campiona d'Europa júnior en 500 metres contrarellotge
  - 2a al Campionat del món júnior en 500 metres contrarellotge
  - 3a al Campionat d'Europa júnior en Keirin
- 2011
  -  Campiona d'Espanya en Velocitat
  -  Campiona d'Espanya en 500 metres contrarellotge
  -  Campiona d'Espanya en Velocitat per equips (amb Ana Usabiaga)
- 2012
  -  Campiona d'Espanya en 500 metres contrarellotge
  -  Campiona d'Espanya en Velocitat per equips (amb Ana Usabiaga)
- 2013
  -  Campiona d'Espanya en 500 metres contrarellotge
  -  Campiona d'Espanya en Velocitat per equips (amb Ana Usabiaga)
  - 1a a la Copa Mèxic en Velocitat
  - 1a a la Copa Mèxic en Velocitat per equips (amb Helena Casas)
- 2014
  - 2a al Campionat d'Europa en Velocitat
  -  Campiona d'Espanya en 500 metres contrarellotge
  -  Campiona d'Espanya en Keirin
  -  Campiona d'Espanya en Velocitat per equips (amb Ana Usabiaga)
- 2015
  -  Campiona d'Espanya en Velocitat
  -  Campiona d'Espanya en 500 metres contrarellotge
  -  Campiona d'Espanya en Keirin
  -  Campiona d'Espanya en Velocitat per equips (amb Ana Usabiaga)
- 2016
  - 2a al Campionat d'Europa en Velocitat per equips (amb Helena Casas)
  - 3a al Campionat d'Europa en Velocitat
  -  Campiona d'Espanya en 500 metres contrarellotge
  -  Campiona d'Espanya en Velocitat per equips (amb Ana Usabiaga)
- 2017
  -  Campiona d'Espanya en Keirin
  -  Campiona d'Espanya en Velocitat per equips (amb Leire Olaberria)

### Resultats a laCopa del Món
- 2012-2013
  - 2a a Glasgow, en Velocitat per equips (amb Helena Casas)
  - 3a a Glasgow, en Keirin
- 2014-2015
  - 3a a Cali, en Velocitat per equips (amb Helena Casas)
- 2015-2016
  - 3a a Hong Kong, en Velocitat per equips (amb Helena Casas)
- 2016-2017
  - 1a a Glasgow i Apeldoorn, en Velocitat per equips (amb Helena Casas)
  - 2a a Apeldoorn, en Velocitat
  - 3a a Glasgow, en Velocitat
  - 3a a Apeldoorn, en 500 m.
  - 3a a Cali, en Velocitat per equips (amb Helena Casas)